# Sylvia Mayer
Sylvia Mayer (* 1978 in Bayern) ist eine deutsche Schauspielerin.

## Ausbildung
Sylvia Mayer absolvierte ihre Schauspielausbildung von 2004 bis 2007 an der Akademie für Darstellende Kunst Bayern.
Während der Pandemie 2020 war sie Teil des Künstler-Kollektivs "Quarantänekunst", welche in dieser Zeit Online Videos und Kunstbeiträge veröffentlichten.
Im Februar 2021 war Mayer Teil der Initiative #ActOut im SZ-Magazin, zusammen mit 184 anderen lesbischen, schwulen, bisexuellen, queeren, intergeschlechtlichen und transgender Personen aus dem Bereich der darstellenden Künste.

## Filmografie (Auswahl)
- 2011 und 2012: Sturm der Liebe als Journalistin Jennifer Martin
- 2013: Fremdkörper
- 2014: In Gefahr – Ein verhängnisvoller Moment – 1 Episode
- 2014: Restalkohol, Spielfilm
- 2015: Letzter Drink
- 2015: Fack ju Göhte 2
- 2015 und 2017: Schicksale – und plötzlich ist alles anders
- 2017: Aktenzeichen XY … ungelöst
- 2018: Beats, Spielfilm
- 2018: Hubert ohne Staller – 1 Episode
- 2021: Kroymann (Satiresendung, 1 Folge)
- 2021: Immer der Nase nach
- 2024: Münter & Kandinsky

## Theater
- 2009–2015: concierto München, Pinocchio, Rolle des Pinocchio
- 2011–2012: Galli Theater, Männerschlussverkauf, Rollen: Therapeutin, Cowboy, Rocker, Boxer, Edelmann
- 2014–2015: München Pasinger Fabrik, Shitty Shitty Plem Plem, Mamaklaudi
- 2018: Folkwang Universität der Künste, Gier